# Iglesia del Sagrario (Jaén)

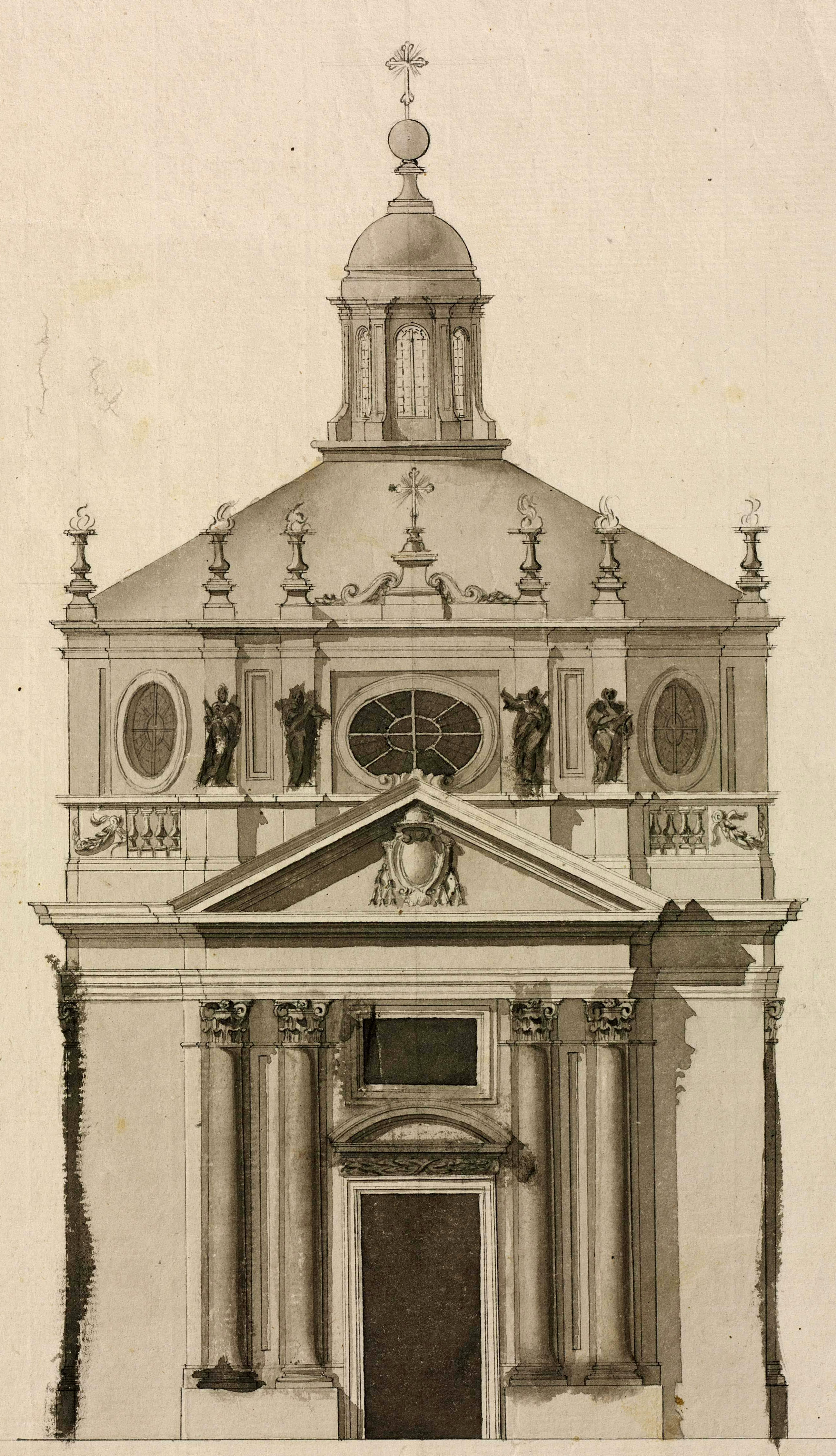
Fachada principal del Sagrario de la Catedral de Jaén, trazada por el arquitecto Ventura Rodríguez.

La iglesia del Sagrario de la ciudad de Jaén es una edificación adosada a la fachada norte de la catedral, realizada debido al desnivel y a los daños ocasionados por el terremoto de Lisboa en 1755. El diseño se debe al arquitecto madrileño Ventura Rodríguez (1764), aunque la construcción la dirigió su sobrino Manuel Martín Rodríguez. Se inaugura en el año 1801 y se consagra el 22 de marzo de ese año.

## Exterior
La portada, de estilo corintio, está formada por dos grandes columnas cuyos capiteles sostienen el entablamento sobre el que está el ático. Las esculturas que están sobre la portada representan a San Miguel venciendo al demonio, San Pedro y San Pablo, obras del escultor Miguel Verdiguier.
En la fachada oriental, el escultor Miguel Verdiguier realizó las imágenes de Melquisedec, Sansón, Isaac y David, así como las del lado norte que representan la Caridad, la Gracia, la Inocencia y la Sabiduría.
|            |
| San Pedro. |

|            |
| San Pablo. |

## Interior

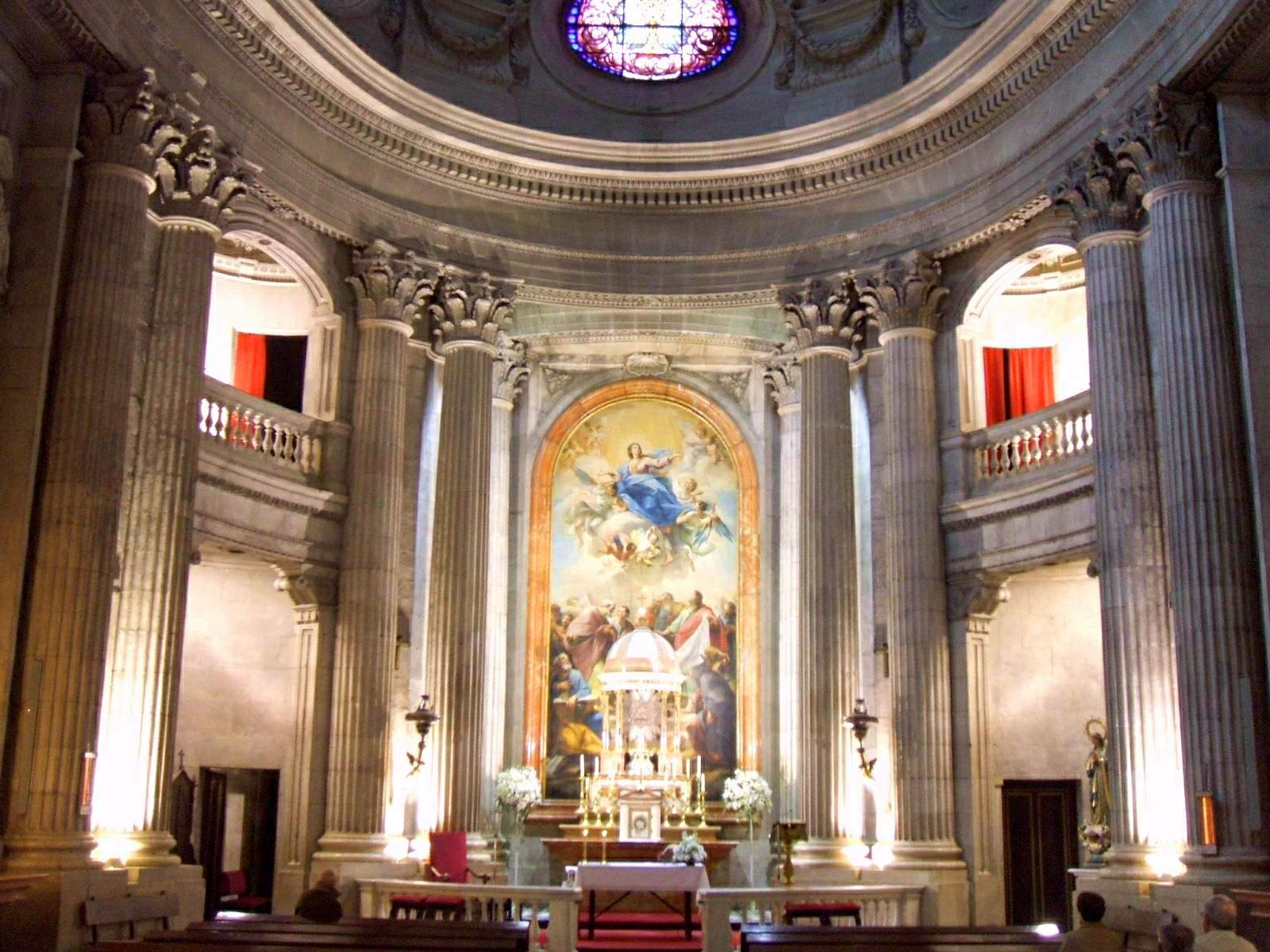
Altar mayor de la iglesia

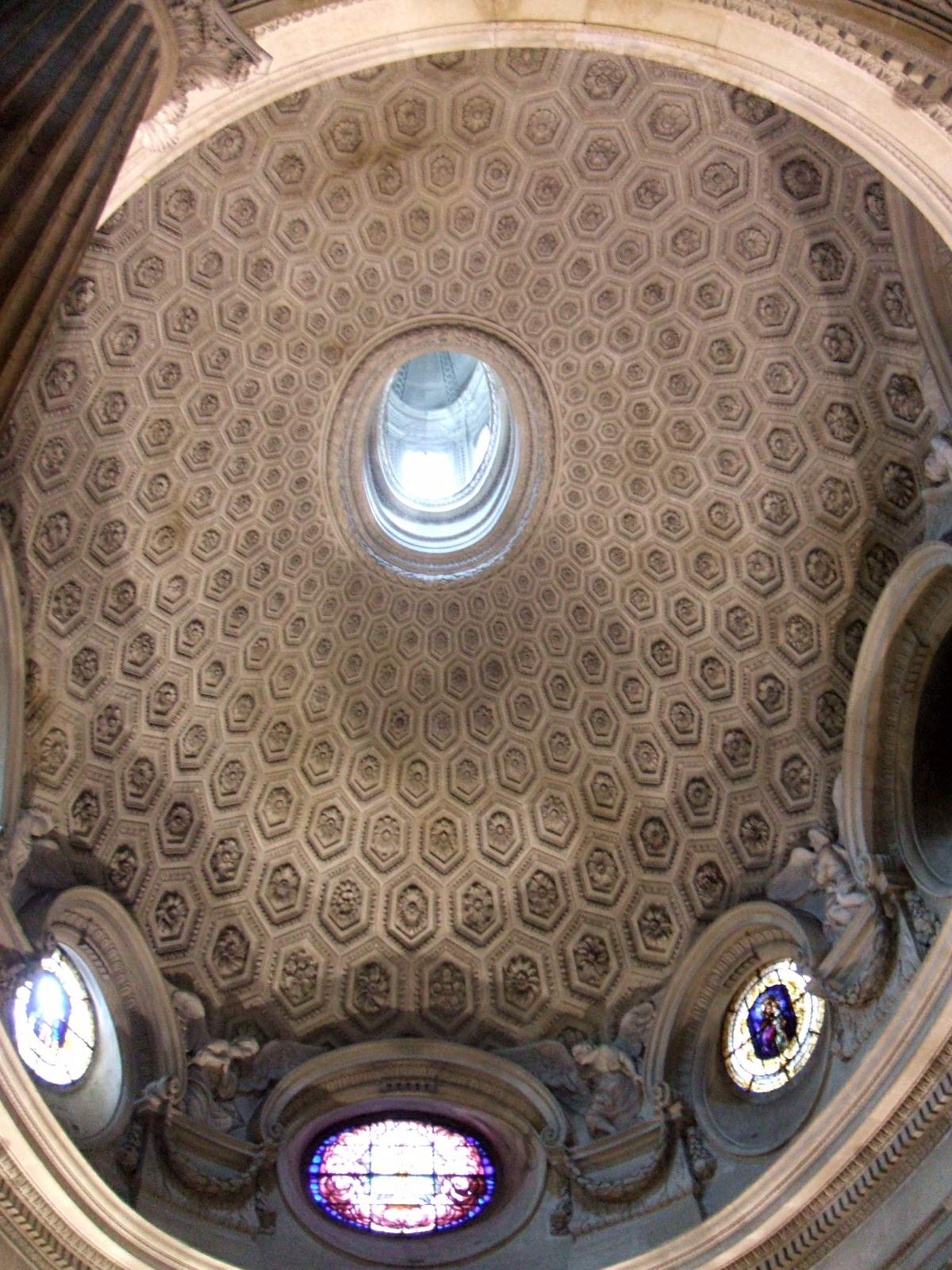
Aspecto de la bóveda barroca

Presenta tres zonas bien diferenciadas: La sacristía, en cuyo altar se guardaba la Santa Forma, la iglesia y el pórtico.
La puerta da a una estancia donde se encuentran las que comunican con la catedral y con la cripta. Al frente hay otra puerta amplia por la que se entra al Sagrario, de planta elíptica, circulada por 16 columnas también de estilo corintio. Está cubierta con una cúpula elíptica que permite la entrada de la luz a través de ventanas elipsoidales, engarzadas a través de unos arcos de medio punto. Está ornamentada con 288 casetones hexagonales y rematada con una linterna.
El coro se encuentra decorado con una media naranja sobre pechinas dividida por radios con alegorías musicales con diversos instrumentos.
En la parte superior, entre los intercolumnios, se abren varios balcones terminados en arco y techo abovedado, cerrados con balaustrada de mármol.
En el altar mayor se encuentra una pintura de La Asunción del artista Mariano Salvador Maella y en los altares laterales, la Agonía del Señor (Calvario) y el Martirio de San Pedro Pascual, de Zacarías González de Velázquez.

## Cripta
Bajo la iglesia se encuentra la cripta, con una planta idéntica. El acceso principal está en la plaza de San Francisco, aunque también hay una escalera interior que comunica la cripta con la iglesia. Se ilumina por una ventana de medio punto. La cripta fue acondicionada en 1940 para acoger los restos de los muertos en la Guerra Civil.
En su interior existe un óleo del pintor Rafael Hidalgo de Caviedes y la magnífica talla del Cristo expirante obra del escultor Jacinto Higueras, a cuyos pies, en el presbiterio, se instaló una lápida de mármol con el siguiente epitafio: 

A la buena memoria del Excelentísimo y Reverendísimo señor Don Manuel Basulto y Jiménez obispo de Jaén que apresado en su casa por los marxistas encarcelado en su iglesia catedral y conducido a Madrid en un tren de presos antes de llegar a la capital postrándose de rodillas y bendiciendo a sus impíos ejecutores, fue inicuamente fusilado. Piadoso, afable, sabio, elocuente vivió LXVII años de su consagración XXVII recibió público y solemne homenaje fúnebre en la ciudad de su título episcopal el día X de marzo de MCMXL sus restos fueron depositados en esta cripta de su iglesia en espera de la resurrección de la carne.

En las paredes están colgadas ocho enormes losas de mármol con los nombres de 328 fallecidos durante la guerra, llevando, la losa principal, el título: 

Relación de los mártires inmolados por Dios y por España cuyos gloriosos restos yacen en esta cripta bajo el signo de la Santa Cruz trazada en el suelo.